# Ethel Smyth
Ethel Mary Smyth (Londres, 23 de abril de 1858 – Woking, Surrey, 8 de mayo de 1944) fue una compositora inglesa y una de las líderes del movimiento sufragista.

## Biografía
Ethel Smyth nació en Reino Unido y estudió música en Leipzig con Heinrich von Herzogenberg y el Geistinger. Sus trabajos incluían sinfonías, trabajos corales, música de sala y óperas. Cabe destacar sobre todo sus óperas, siendo la más famosa The Wreckers y la más original, Fête Galante. Ambas tuvieron mucho éxito. Sus composiciones fueron reconocidas por autores de la talla de Chaikovski, Brahms o Dvořák. En 1903 llegó a ser la primera mujer en conseguir una de sus obras representadas en la Metropolitan Opera House de Nueva York.
Su padre, de formación militar, no estaba de acuerdo en que su hija estudiase en el extranjero, pero esto fue posible gracias a Alexander Ewing, un oficial de la Army Service Corps, que sería su primer profesor de composición. El papel de esta persona será crucial para Smyth, ya que convenció a su padre del talento que poseía su hija y la introdujo en el mundo de la composición, mandándole leer tratados de orquestación y enseñándole la música de compositores como Wagner, Berlioz o Brahms. 
Ewing no fue el único de sus profesores en destacar su talento, sino que George Henschel escribió en sus memorias: "Ethel Smyth estaba destinada a convertirse en la compositora más notable y original de la historia de la música". 
En 1910, Ethel Smyth se unió a la Unión Social y Política de las Mujeres (Women's Social and Political Union, WSPU), una organización militante sufragista de la que también formó parte su sobrina Norah Smyth, abandonando la música durante dos años para dedicarse a la causa. Su The March of the Women (La marcha de las mujeres, 1911) se convirtió en el himno del movimiento sufragista, con letra de Cicely Hamilton. Cuando la líder de la WSPU Emmeline Pankhurst llamó a los miembros a romper las ventanas de los políticos anti-sufragistas como protesta, Smyth (junto a otras 108 mujeres) lo hizo. Cumplió dos meses en la prisión de Holloway. Cuando Thomas Beecham fue a visitarla allí, se encontró a sufragistas marchando en un cuadrángulo y cantando mientras Smyth se apoyaba en una ventana y conducía la canción con un cepillo de dientes.
Muy comprometida con causas sociales, durante la Primera Guerra Mundial ejerció como asistente de radiología en el Hospital de Vichy. Esta experiencia casi le costó la vida, ya que acarreaba problemas auditivos y en noviembre de 1918 sufrió una doble neumonía y pleuritis que superó ya en Inglaterra.
En 1922 fue condecorada por la Orden del Imperio Británico. Posteriormente sirvió de modelo para la ficticia Dama Hilda Tablet en la radio serie de 1950 de Henry Reed. En 2020, setenta y seis años después de su fallecimiento, fue nominada a un premio Grammy por la sinfonía The Prison, grabada en 1930.

## Vida personal
Smyth tuvo varias relaciones con mujeres. Escribió a Harry Brewster que era "más sencillo para mí amar mi propio sexo apasionadamente, que al tuyo". A los 71 años de edad se enamoró de Virginia Woolf, quien, alarmada y divertida a la vez, dijo que era "como ser presa por un cangrejo gigante". Se convirtieron en amigas.

## Últimos años
Su oído se deterioró en sus últimos años, y escribió muy poca música. Estos problemas auditivos ya los acarreaba desde 1891, pero progresivamente fueron empeorando hasta que al final de su vida ya le costaba mucho oír.
Murió en Woking a los 86 años de edad y sus restos fueron incinerados.

## Reconocimientos
Ethel Smyth forma parte de la instalación de la artista feminista Judy Chicago, The Dinner Party. Esta es una historia simbólica de la mujer en la civilización occidental que representa a 1.038 mujeres de la historia; 39 de ellas están representadas por cubiertos y otras 999 en los nombres que están inscritos en The Heritage Floor sobre el que descansa la mesa. Su juego de mesa representa su papel como música y activista por los derechos de la mujer, incorporando motivos musicales y un traje sastre, su forma preferida de vestir. Está creada como un piano de cola con tapa elevada, teclas pintadas y un atril con anotaciones de la ópera de Smyth The Boatswain's Mate.

## Óperas
- Fantasio - 1898
- The Boatswain's Mate - 1916
- The Wreckers - 1916
- Der Wald - 1920
- Fête Galante - 1923
- Entente Cordiale - 1926